# Solti László
Solti László (Budapest, 1946. augusztus 28. –) Széchenyi-díjas magyar állatorvos, biotechnológus, egyetemi tanár, a Magyar Tudományos Akadémia rendes tagja. Kutatási területe a háziállatok és haszonállatok, elsősorban a szarvasmarhák szaporodása és ennek biológiai folyamatai, valamint a biotechnológia. 1989 és 1994 között a Mezőgazdasági Biotechnológiai Kutatóközpont főigazgató-helyettese. 1997 és 1999 között az Állatorvostudományi Egyetem rektora, majd az egyetemi integrációt követően 2004-ig a Szent István Egyetem Állatorvostudományi Kar dékánja. 2004 és 2005 között a Bécsi Állatorvostudományi Egyetem rektorhelyettese. 2007 és 2013 között a Szent István Egyetem egyetem rektora.

## Életpályája
1966-ban kezdte meg egyetemi tanulmányait az Állatorvostudományi Egyetem, ahol 1971-ben szerzett diplomát. Ezt követően Kaposvárra került, ahol az Állategészségügyi Állomás szakállatorvosaként kezdett el dolgozni. 1972-ben visszatért az egyetemre, ahol a szülészeti tanszéken kapott állást tanársegédi beosztásban. A ranglétrát végigjárva egyetemi docensi megbízást kapott. 1989-ben távozott az egyetemről, és a gödöllői Mezőgazdasági Biotechnológiai Kutatóközpontban az Állat-biotechnológiai Intézet igazgatójává nevezték ki. Az intézetet öt éven keresztül vezette, amikor 1994-ben visszatért régi egyetemére és átvette a szülészeti tanszék vezetését. 1995-ben vette át egyetemi tanári kinevezését (miután 1993-ban habilitált). 1997 és 2000 között Széchenyi professzori ösztöndíjjal kutatott. 1997-ben emellett megválasztották az egyetem rektorává. Tisztségét 1999 végéig, az egyetem Szent István Egyetembe történő integrációjáig viselte. Ezt követően 2004-ig az új egyetem Állatorvostudományi Karának dékánjaként folytatta munkáját. 2004-ben a Bécsi Állatorvostudományi Egyetem egyik rektorhelyettesévé választották, egy évig viselte tisztségét. 2007-ben a Szent István Egyetem rektorává választották. A szülészeti tanszéket 2011-ig, az egyetemet 2013-ig vezette. Magyarországi állásai mellett 1976-ban a koppenhágai Királyi Állatorvosi és Agrártudományi Egyetemen, 1980-ban Hannoverben, 1996-ban pedig a finnországi Állatszaporodási Kutatóintézet vendégkutatója volt.
1984-ben védte meg az állatorvos-tudomány kandidátusi, 2000-ben akadémiai doktori értekezését. Az MTA Állatorvos-tudományi, illetve Mezőgazdasági Biotechnológiai Bizottságának lett tagja. 1997 és 2004 között a Magyar Tudományos Akadémia Közgyűlésének képviselője volt, majd 2004-ben megválasztották az MTA levelező, 2010-ben pedig rendes tagjává. 2008 és 2014 között az Agrártudományi Osztály elnökeként is tevékenykedett. Ezenkívül a Svéd Királyi Mezőgazdasági és Erdészeti Akadémia is beválasztotta külső tagjai közé. 2001 és 2007 között a Magyar Országos Állatorvos Egyesület elnöke volt, 2003-tól a Magyar Természettudományi Társulat vezetőségi tagja. 2010 és 2013 között a Magyar Rektori Konferencia elnökségi tagjaként is tevékenykedett. Nemzetközi téren az Európai Biotechnológiai Szövetség magyar delegáltja volt, valamint 1999-től az Európai Szaporodásbiológus Kollégium (European College of Animal Reproduction) vezetőségi tagja. 2002 és 2011 között pedig az Európai Háziállat-szaporodási Társaság (European Society of Domestic Animal Reproduction) elnöke volt.  Számos tudományos vagy szakmai folyóirat szerkesztőbizottságába is bekerült: Magyar Állatorvosok Lapja, Acta Veterinaria Hungarica Több mint százharminc tudományos közlemény szerzője vagy társszerzője. Publikációit magyar és angol nyelven adja közre.

## Díjai, elismerései
- Akadémiai Díj (2002)
- Szent-Györgyi Albert-díj (2002)
- A Magyar Köztársasági Érdemrend tisztikeresztje (2004)
- Széchenyi-díj (2015)

## Főbb publikációi
- A szarvasmarha vérplazma és -tej progeszteron tartalmának meghatározása radioimmun módszerrel (társszerző, 1977)
- Plasma progesterone assays in superovulated cattle (társszerző, 1978)
- Simple and rapid-determination of progesterone by a new hungarianenzyme-linked immuno assay (EIA) (társszerző, 1984)
- Postpartal ovarian activity of healthy cows and those affected by subclinical metabolic disorders (társszerző, 1985)
- Postpartal ovarian-function in Holstein and crossbred cows on large-scale farms in Hungary (társszerző, 1987)
- Some metabolic characteristics of dairy-cows with different post partum ovarian-function (társszerző, 1988)
- IVF embryos of known parental origin from the endangered Hungarian Grey cattle breed (társszerző, 1992)
- Monoclonal antibody-based enzyme-linked-immunosorben-assay of fusarium T-2 and zearalenone toxins in cereals (társszerző, 1994)
- Sensitive ELISA test for determination of ochratoxin A (társszerző, 1996)
- Ochratoxin A content of human sera determined by a sensitive ELISA (társszerző, 1997)
- Immun-analitikai eljárás az állatorvosi diagnosztikában (1998)
- Progesterone determination in equine plasma using different immunoassays (társszerző, 1998)
- Vitrification of mouse embryos in two cryoprotectant solutions (társszerző, 1999)
- Detection of calcium ionophore induced membrane changes in dog sperm as a simple method to predict the cryopreservability of dog semen (társszerző, 2000)
- Economical and ecological importance of indigenous livestock and the application of assised reproduction to their preservation (társszerző, 2000)
- Tissue distribution of ochratoxin A as determined by HPLC and ELISA and histopathological effects in chickens (társszerző, 2002)
- Mangalica – an indigenous swine breed from Hungary (társszerző, 2003)
- Improving post-thaw survival of cryopreserved mouse blastocysts by hydrostatic pressure challenge (társszerző, 2005)
- A fenntartható fejlődés szaporodásbiológiai alapjai kérődzőkben (társszerző, 2008)
- Artificial insemination of small ruminants – A review (társszerző, 2012)